# Velliza
Velliza – gmina w Hiszpanii, w prowincji Valladolid, w Kastylii i León, o powierzchni 22,64 km². W 2011 roku gmina liczyła 114 mieszkańców.